# Lesbia

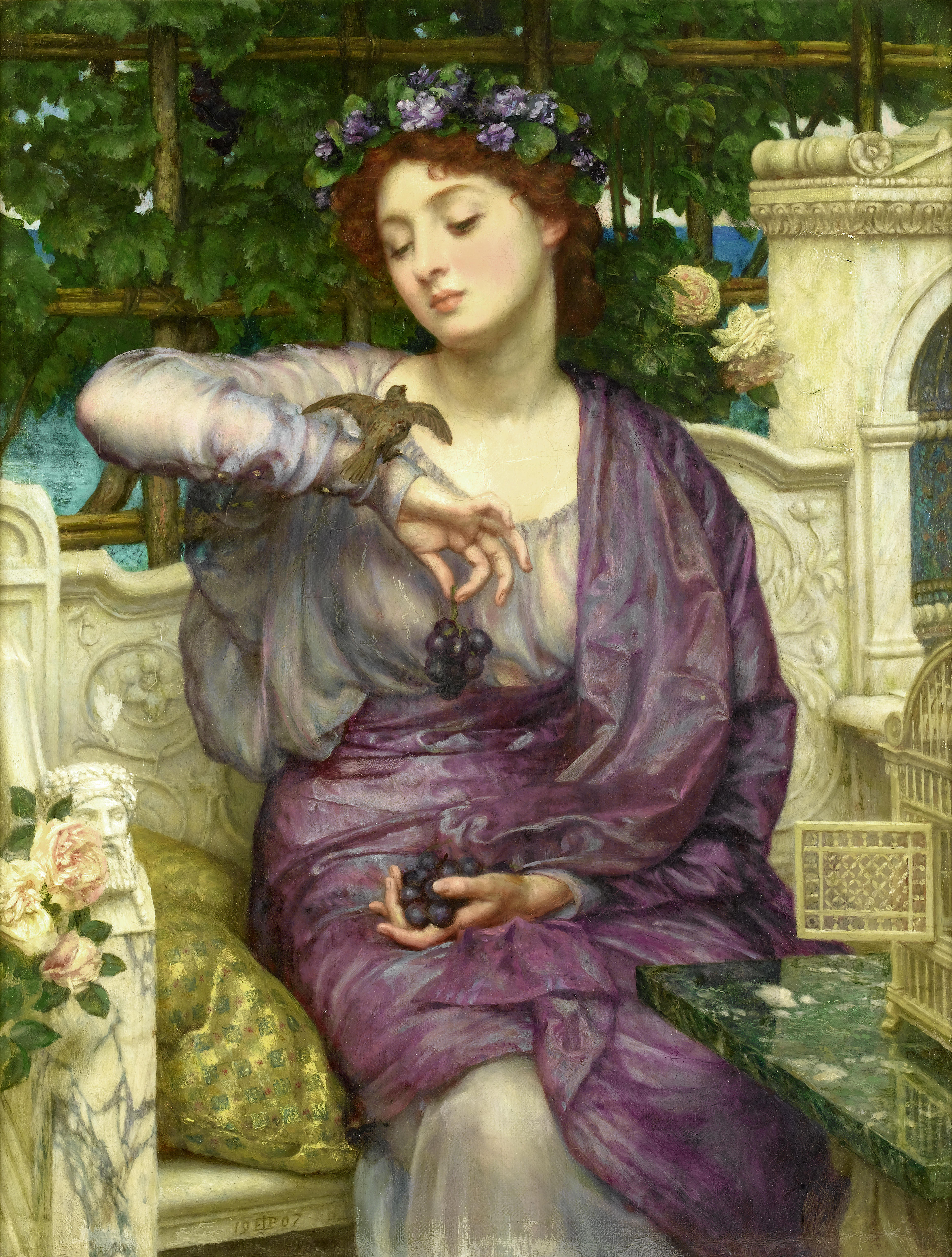
Lesbia en haar musje (1907) door Edward Poynter

Lesbia is de geliefde aan wie de Romeinse dichter Catullus een reeks gedichten schreef. Er is niets anders van haar bekend dan wat Catullus voor haar dichtte. De naam zelf suggereert literaire en erotische connotaties, het suggereert het eiland Lesbos, waar de beroemde dichteres Sappho leefde. Volgens Apuleius, een latere auteur uit Afrika was Lesbia een naam uitgevonden door Catullus zelf en is ze het onderwerp van bijna de helft van zijn 116 overgebleven gedichten.
Men neemt vaak aan dat Lesbia een pseudoniem is voor Clodia (Pulchra), zus van Publius Clodius Pulcher en dus beiden leden van de gens Claudia (de "au" werd verbasterd tot "o"). Zij wordt door Cicero vervolgd in zijn Pro Caelio, een redevoering die hij uitsprak in 56 v.Chr. ter verdediging van Marcus Caelius Rufus. Er gaan echter ook stemmen op die beweren dat Lesbia iemand anders pseudoniem was, of zelfs helemaal geen historische vrouw is geweest.